# إد هارمون
إد هارمون (بالإنجليزية: Ed Harmon)‏ هو لاعب كرة قدم أمريكية أمريكي، ولد في 16 ديسمبر 1946 في نورث توناواندا في الولايات المتحدة.

## وصلات خارجية
- إد هارمون على موقع مرجع كرة القدم المحترفة.كوم (الإنجليزية)